# Станежиче
Станежиче (словен. Stanežiče) — поселення в общині Любляна, Осреднєсловенський регіон, Словенія. Висота над рівнем моря: 337,2 м.